# Bartol Kašić

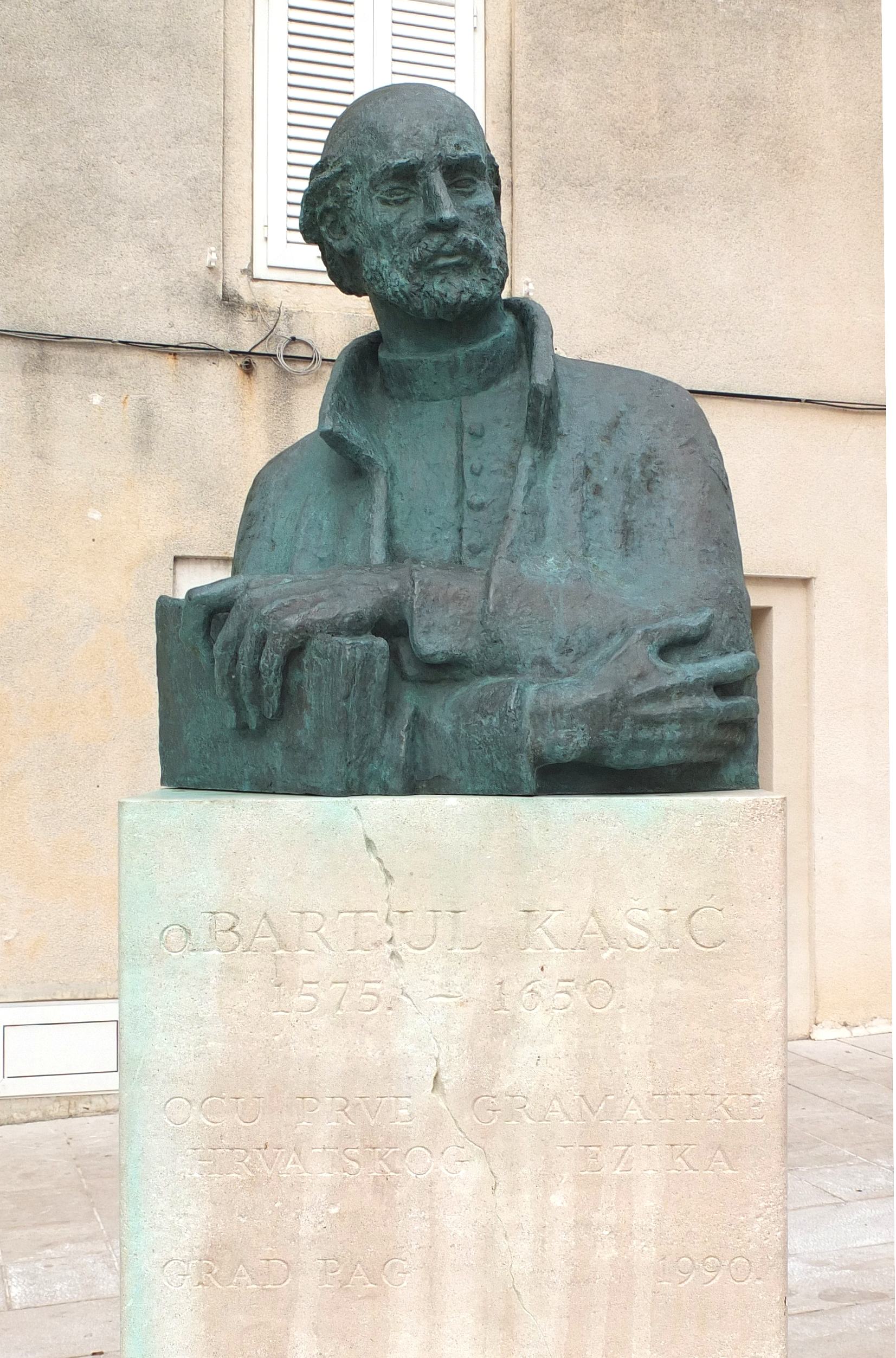
Busto de Bartol Kašić (1575-1650) en puerto de Pag

Bartol Kašić (también Bartul Kašić, Bartholomaeus Cassius, Bartolomeo Cassio, Bogdančić o Pažanin; Isla Pag,  15 de agosto de 1575-Roma, 28 de diciembre de 1650) lingüista y traductor croata famoso por traducir la Biblia y el rito romano al croata.

## Biografía
Nacido en la isla Pag, lo crio su tío Luka Deodati Bogdančić, que era sacerdote en la isla, tras la muerte de su padre cuando era niño. Estudió en el colegio municipal de la isla y luego en la institución irílica de Loreto cerca de Ancona, gestionada por la compañía de Jesús. Como estudiante aplicado fue promocionado a Roma en 1593, donde se hizo jesuita en 1595.
Fue investido sacerdote en 1606 en la Basílica de San Pedro. Vivió en Dubrovnik de 1609 a 1612. En 1612/13, disfrazado de marchante, siguió una misión en Bosnia, Serbia y Eslavonia (Valpovo, Osijek, Vukovar) en la que iba informando al pope. De 1614 a 1618 fue confessor de Loreto y fue a sus segunda misión en 1618/19. Ambas misiones quedan recogidas en su autobuiografía. Su segunda estancia en Dubrovnik duró de 1620 a 1633 después regresó a Roma, donde pasó el resto de sus días. 

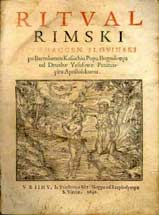
Ritual rimski, 1640

## Obra
- Razlika skladanja slovinska (Diccionario croata-italiano), Roma, 1599
- Institutionum linguae illyricae libri duo, Roma, 1604
- Perivoj od djevstva (1625 y 1628)
- St Venefrida, 1627
- Traducción croata de la Biblia, 1633
- Ritual rimski, 1640